# ملكة جمال الكون 1959
ملكة جمال الكون 1959 هي مسابقة ملكة جمال الكون الثامنة في تاريخ مسابقة ملكة جمال الكون منذ انطلاقتها عام 1952، التي عقدت يوم 24 يوليو 1959 في قاعة مركز لونغ بيتش للمؤتمرات والترفيه في لونغ بيتش ، كاليفورنيا ، الولايات المتحدة. شاركت 34 متسابقة، في النهاية الحدث فازت أكيكو كوزيما اليابانية بالمنافسة. توجت من قبل لوز مارينا زولواغا من كولومبيا. كانت هذه هي المسابقة التي أقيمت في لونج بيتش قبل انتقالها إلى ميامي بيتش بولاية فلوريدا في عام 1960 ، قبل إنشاء مسابقة ملكة جمال الدولية.

## النتائج

### المراكز النهائية
| النتائج النهائية     | المتنافسة |
| -------------------- | --- |
| ملكة جمال الكون 1959 | - اليابان - أكيكو كوزيما |
| الوصيفة الأولى       | - النرويج - يورون كريستجانسن |
| الوصيفة الثانية      | - الولايات المتحدة - تيري لين هانتينغدون |
| الوصيفة الثالثة      | - إنجلترا - باميلا آن سيرل |
| الوصيفة الرابعة      | - البرازيل - فيرا ريجينا ريبيرو |
| أفضل 15              | - بلجيكا - هيلين سافيني - كولومبيا - أولغا بوماريجو كوركور - فرنسا - فرانسواز سان لوران - ألمانيا - كارميلا كونزيل - اليونان - زويتسا كوروكلي - آيسلندا - سيغور أورفالدزدوتير - إسرائيل - رينا ايساكوف - كوريا - أوه هيون جو - بولندا - زوزانا سيمبروفسكا - السويد - ماري لويز إستروم |

## المتسابقات
- الأرجنتين - ليانا كورتيجو
- النمسا - كريستين سباتزييه
- بلجيكا - هيلين سافيني
- بوليفيا - كورينا تابورغا
- البرازيل - فيرا ريجينا ريبيرو
- بورما - ثان ثان أي
- كندا - ايلين باتر
- كولومبيا - أولغا بوماريجو كوركور
- كوستاريكا - زيان مونتوريول
- كوبا - إيرما بويسا ماس
- الدنمارك - ليزا ستولبرغ
- الإكوادور - كارلوتا إيلينا أيالا
- إنجلترا - باميلا آن سيرل
- فرنسا - فرانسواز سان لوران
- ألمانيا - كارميلا كونزيل
- اليونان - زويتسا كوروكلي
- غواتيمالا - روجيليا كروز مارتينيز
- هاواي - باتريشيا فيسر
- هولندا - بيجي ايرويتش
- آيسلندا - سيغور أورفالدزدوتير
- إسرائيل - رينا إيساكوف
- إيطاليا - ماريا غراتسيا بوتشيلا
- اليابان - أكيكو كوزيما
- كوريا - أوه هيون جو
- لوكسمبورغ - خوسيه بونديل
- المكسيك - ميرنا غارسيا دافيلا
- النرويج - يورون كريستجانسن
- بيرو - غوادالوب مارياتيجي هوكينز

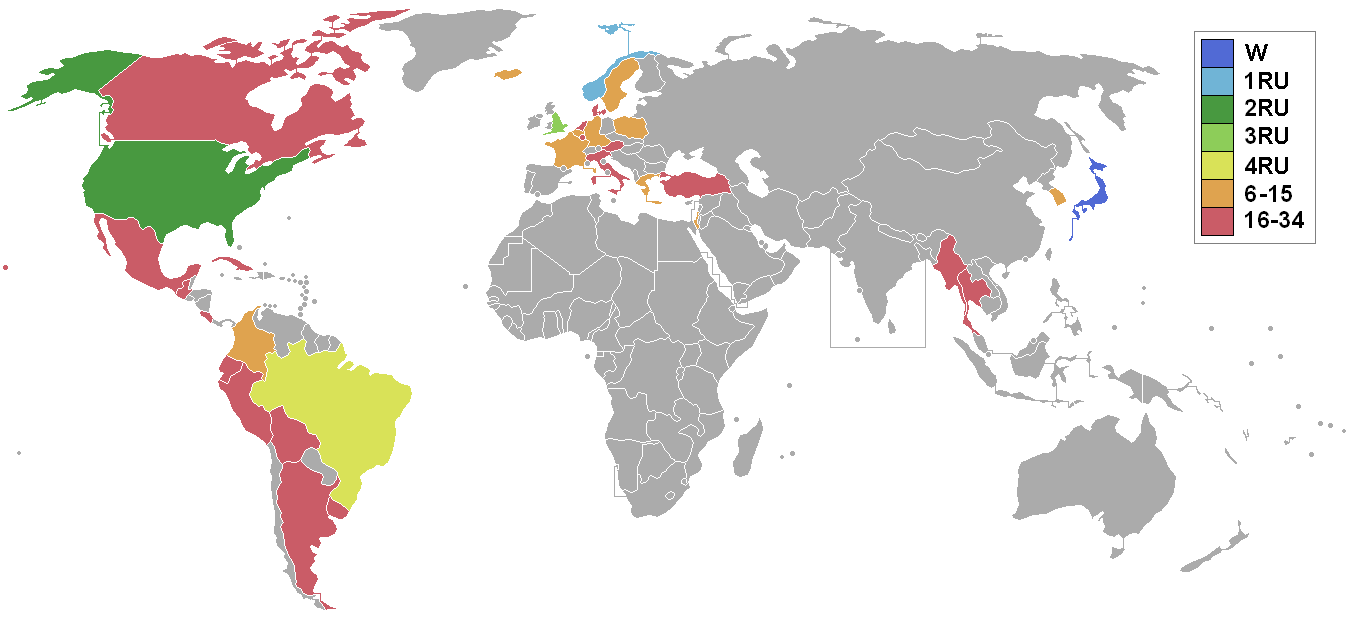
ملكة جمال الكون 1959 الدول المشاركة والنتائج

- بولندا - زوزانا سيمبروفسكا
- السويد - ماري لويز إستروم
- تايلاند - سودساي فانيجفانا
- تركيا - إيسيل أولكاي
- الأوروغواي - كلوديا بيرنات
- الولايات المتحدة - تيري لين هانتينغدون

### التعيينات
- تايلاند - تم تعيين سودساي فانيجفادانا من قبل منظمي المسابقة في ذلك الوقت بالتنسيقات من القنصلية الملكية التايلاندية في لوس أنجلوس.[2] كانت سودساي طالبة في جامعة كاليفورنيا في ذلك الوقت قبل أن تشارك في المسابقة.

## الروابط الخارجية
- موقع ملكة جمال الكون الرسمي